# TJ·佩雷納拉
TJ·佩雷納拉（英語：TJ Perenara；1992年1月23日—）是一位新西蘭橄欖球運動員。他是新西蘭國家橄欖球隊的一員，代表新西蘭參加了2015年世界盃橄欖球賽。